# Lazi

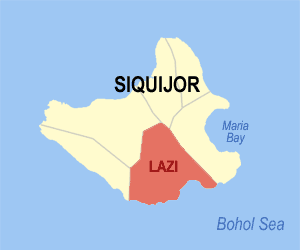
Bản đồ Siquijor với vị trí của Lazi

Lazi là một đô thị hạng 5 ở tỉnh Siquijor, Philippines. Theo điều tra dân số năm 2000, đô thị này có dân số 18.314 người trong 3.945 hộ.

## Barangay
Lazi được chia thành 18 barangay.
| - Campalanas - Cangclaran - Cangomantong - Capalasanan - Catamboan (Pob.) - Gabayan - Kimba - Kinamandagan - Lower Cabangcalan | - Nagerong - Po-o - Simacolong - Tagmanocan - Talayong - Tigbawan (Pob.) - Tignao - Upper Cabangcalan - Ytaya |